# Billie-Eve
Pour les articles homonymes, voir Billie.
Albums de Ayọ
Gravity at Last Ticket to the World
Billie-Eve est le troisième album d'Ayọ, sorti le 7 mars 2011 sur le label Polydor. Le premier single issu de l'album est I'm Gonna Dance.

## Titres
1. How Many People - 07:21
2. I'm Gonna Dance - 03:04
3. Black Spoon - 04:08
4. I Can't - 03:27
5. Flowers - 04:29
6. Real Love - 03:21
7. Julia - 03:33
8. My Man - 03:03
9. It's Too Late - 04:20
10. Who Are They ? - 04:11
11. We Have Got To - 04:12
12. Before - 04:32
13. It Hurts - 03:15
14. Believe - 01:48
15. I Want You Back - 02:33
16. Are You Sure - 04:00 (édition limitée)